# 福什哈加市镇
福什哈加市镇（瑞典語：Forshaga kommun）是瑞典中西部韦姆兰省的一个市镇。其治所位于福什哈加。